# Pierres Velières
Les Pierres Velières est le nom donné à un menhir situé à Rougé , dans le département de la Loire-Atlantique.

## Protection
Le menhir est inscrit au titre des monuments historiques en 1981.